# Pauline Gamerre
Pour les articles homonymes, voir Gamerre.
Pauline Gamerre, née le 9 mai 1983 à Marseille, est la directrice générale du club de football du Red Star de 2011 à 2017. Elle est alors la seule femme avec Hélène Schrub (Directrice Générale du FC Metz) à la tête d'un club figurant parmi les trois premières divisions de football masculin en France.

## Biographie
Pauline Gamerre est née le 9 mai 1983 à la maternité de la Belle-de-Mai à Marseille. Elle est la quatrième fille de Marc Gamerre, gynécologue et Béatrice, mère au foyer.
Diplômée de l'institut d'études politiques d'Aix-en-Provence promotion 2007 et d"un mastère spécialisé Médias de l'ESCP Europe en juin 2007, elle a travaillé pour le cabinet de conseil BearingPoint puis la plateforme de vidéo Dailymotion en tant que directrice éditoriale et artistique du contenu sport et auto-moto et fait des piges pour le site Sport 24 et L'Express.
Elle rejoint le Red Star en 2009 au poste de directrice de la communication. Deux ans plus tard, elle est nommée  directrice générale du club de football du Red Star.
De mars 2017 à octobre 2018 elle est membre du comité exécutif de la FFF.
Le 19 octobre 2017, le Red Star officialise son départ. Pauline Gamerre est restée huit ans en poste, le communiqué explique qu'elle souhaite "s’engager dans une nouvelle phase de son parcours professionnel".
Le 8 janvier 2024, Pauline Gamerre fait son retour au Red Star en tant que directrice générale en remplacement de Luc Pontiggia.